# Kjeller F.F. 6
Kjeller F.F. 6 var ett norskt jaktflygplan som tillverkades i ett prototypexemplar vid Kjeller Flyfabrikk för Hærens Flyvevæsen. 
Flygkroppen tillverkades i en fackverkskonstruktion klädd med träfanér. Vingstället var av biplanstyp med fyra kraftiga vertikala trästöttor mellan de övre och undre vingparen. Vingarna var tillverkades i trä som spändes med lackat tyg.
Landstället bestod av ett par huvudhjul placerade i framkant med den undre vingen medan bakkroppen tog upp belastningen på en sporre. Hjulstället var utbytbart mot pontoner eller skidor.      
Ingenjör Hellesen vid Kjeller Flyfabrikk inledde konstruktionsarbetet 1919 med målsättningen att flygplanet skulle klara en toppfart runt 130 km/h men när det första exemplaret premiärflög 1921 kunde man endast nå drygt 100 km/h, trots att flera förändringar infördes kunde inte flygplanets prestanda förbättras.